# 1754年イギリス総選挙
1754年イギリス総選挙（英語: British general election, 1754）は第11期グレートブリテン議会の庶民院議員を選出するために行われた選挙。グレートブリテン議会は1707年にイングランド議会とスコットランド議会が合同したときに成立していた。
第11期グレートブリテン議会は1754年5月31日に開会、以降1761年4月20日に解散されるまで8会期続いた。

## 選挙の形勢
大規模な賄賂と首相ニューカッスル公爵による懐中選挙区への影響力により、与党は多数を維持した。
1754年時点では官職にありつけそうな人物は皆「ホイッグ党」と称し、旧来の党派は有名無実と化していた。「トーリー党」と「ホイッグ党」のレッテルは特定の主張を指す意味を残していたが、選挙ではオックスフォードシャー選挙区など少数の選挙区を除いてほとんど顧みられず、選挙の結果は地方での課題と貴族家系からの支持にのみ影響された。「トーリー党」と称した者は少数ながら残っていたが、官職から締め出されて久しく、影響力がほとんどなかった。

## 区割り
グレートブリテン議会が存在した全期間を通して、区割りが変更されることはなかった。

## 選挙の日付
総選挙は1754年4月13日から5月20日まで行われた。この時代の選挙は全ての選挙区で同時に行われず、各バラや郡でバラバラに行われた（ハスティングも参照）。